# Musaranya cuirassada
La musaranya cuirassada (Scutisorex somereni) és una espècie de mamífer de la família de les musaranyes que es troba a Uganda, Zaire i Ruanda.